# کتی جارویس
کتی جارویس (انگلیسی: Katie Jarvis؛ زادهٔ ۲۲ ژوئن ۱۹۹۱) هنرپیشه اهل بریتانیا است. وی از سال ۲۰۰۹ میلادی تاکنون مشغول فعالیت بوده‌است.
از فیلم‌ها یا برنامه‌های تلویزیونی که وی در آن نقش داشته‌است می‌توان به تنگ ماهی اشاره کرد.